# Forlaget 28/6
Forlaget 28/6 var et dansk non-budget mikroforlag i København. Stiftet 28. juni 2008 på Hald Hovedgård af forfatterne Martin Johs. Møller, Sigurd Buch Kristensen og Rasmus Graff. Nedlagt 28. juni 2009.
Forlaget blev spontant stiftet på Hald Hovedgård. Udgivelsesvirksomheden udsprang af et konceptuelt sammenskuds-tidsskrift med samme minimalistiske navn, 28/6, der dog kun udkom en enkelt gang. Forlaget 28/6 udgav over det følgende år 14 titler, primært digte, essays og en enkelt roman. Udgivelserne var primært finansieret via udgivelsesstøtte fra Kunstrådets Litteraturudvalg.
Forlaget beskæftigede sig med såkaldte mikroudgivelser, dvs. små og større tryk/pamfletter/bøger, trykt billigt i meget små oplag (typisk 30-100 eks.) til foræringspris og distribueret i et netværk gennem forlagets hjemmeside, en enkelt boghandel (Møllegades Boghandel) i København, samt andre skandinaviske samarbejdspartnere.
De udkomne titler afspejler et forfatternetværks forsøg på at markere sig direkte med et standpunkt i offentligheden, ved udgivelse af værker af involverede kolleger, venner m.fl. hvilket måske også delvis forklarer både diversiteten i materialet, men også homogeniteten, hvor der har været en overskyggende maskulin overvægt blandt de udgivne forfattere. 
Initiativet afspejler desuden en generel trend i yngre dansk litteratur og musik – billig selvdistribuering og promovering, ved hjælp af især de digitale medier som internettet.
På trods af almindeligt gode anmeldelser og en del omtale af forlagets aktiviteter og forfattere i dets levetid, valgte redaktionen dog knapt et år senere at ophøre med udgivelserne, hvis eksistenstid derfor også blev mikroskopisk.
Pr. 11. september 2009 var samtlige forlagets udgivelser frit tilgængelige som PDF-filer. Det fysiske bagkatalog sælges, så længe lager haves.